# 1997 WA30
1997 WA30 är en asteroid i huvudbältet som upptäcktes den 24 november 1997 av de båda japanska astronomerna Seiji Ueda och Hiroshi Kaneda i Kushiro.